# Ио (растение)
Ио (лат. Io) — монотипный род цветковых растений семейства Астровые, или Сложноцветные (Asteraceae). Единственный вид — Io ambondrombeensis: травянистое растение, встречающееся в горах Мадагаскара. В 2003 году этот вид был выделен в отдельный род из рода Крестовник (Senecio) шведским ботаником Бертилем Норденстамом в связи с наличием супротивных листьев — особенности, не встречающейся у других видов крестовника.

## Распространение, название
Растение встречается на достаточно ограниченной территории на юге-востоке центральной части Мадагаскара, в горах Амбондромбе на высоте от 1700 до 1900 м над уровнем моря. Растение впервые было описано французским ботаником Жаном-Анри Юмбером в 1949 году, он отнёс растение к роду Крестовник (Senecio) и дал ему видовой эпитет по месту произрастания — ambondrombeensis (возможный русский перевод — «амбондромбский»).
Io — научное название не только рода цветковых растений, но и рода пресноводных брюхоногих моллюсков из семейства Pleuroceridae. Поскольку ботанический род Io находится в юрисдикции Международного кодекса ботанической номенклатуры, а зоологический род Io — в юрисдикции Международного кодекса зоологической номенклатуры, эти названия не являются таксономическими омонимами и к ним не должна применяться процедура устранения омонимии.
По объяснению Норденстама, автора названия нового рода, в целях компенсации громоздкого и труднопроизносимого видового названия, которое было дано этому виду Юмбером, родовое название он старался сделать как можно более коротким. Свой выбор названия Io Норденстам объяснил следующими причинами. Во-первых, в латинском языке междометие io выражает радость (русское «ура»). Кроме того, поскольку мифологическая Ио была возлюбленной Юпитера, а слово Io является часть родового названия Senecio, можно построить аналогию между отношениями спутника Ио и Юпитера, с одной стороны, и отношениями нового рода растений и родом Крестовник, с другой: подобно тому, как вокруг огромного Юпитера вращаются и Ио, и множество других спутников, так и обширный род Крестовник окружён множеством небольших родственных родов.
Название этого рода — одно из двух, наряду с Аа (Aa Rchb.f., 1854), самых коротких действительных названий родов сосудистых растений по данным сайта Germplasm Resources Information Network (GRIN).

## Биологическое описание
Прямостоячие травянистые растения высотой примерно до 0,5 м.
От других представителей рода Крестовник растение отличается супротивными листьями — эта особенность иногда встречается в трибе Крестовниковые (Senecioneae), однако весьма редко, при этом свойственна лишь некоторым американским родам. Листья овально-ланцетовидные, длиной от 2 до 3,5 см, шириной — от 1 до 2 см.
Соцветие — корзинка. Краевые цветки — язычковые, женские (пестичные), жёлтой окраски, в количестве от 8 до 11; срединные — обоеполые, также жёлтые, с пыльниками длиной от 1,3 до 1,8 мм. Время цветения — апрель. Плод — семянка.